# Groovebusterz
Groovebusterz – polski zespół muzyczny grający muzykę dance, powstały pod koniec 2006 roku. Formacja Groovebusterz powstała z inicjatywy wytwórni muzycznej Camey Records. Producentem i autorem muzyki jest Alchemist Project. Za choreografię i wizerunek sceniczny Groovebusterz odpowiedzialna jest grupa taneczna.

## Członkowie
Cayra (Edyta Przytulska)Wokalistka, autorka tekstów, kompozytor. Wpółpracowała z m.in.: Michałem Milowiczem, Trzecim Wymiarem, Teką, Borixonem, Nowatorem, Mlekiem, klubową formacją East Clubbers czy muzykami Michałem Dąbrówką oraz Wojciechem Pilichowskim. Współpracę z Camey Records zaczęła w projekcie Chix. Pracuje także jako prezenterka w iTV jako Prowadząca  Program "Discostacja".
Bezik (Mariusz Bereziak)Autor tekstów, muzyki oraz wokalista. Współpracę z Camey Records rozpoczął jako realizator, producent i członek formacji Pnoumatik, z którą wydał w 2001 roku płytę Pnoumatik. Współpracował przy produkcjach i nagraniach takich wykonawców, jak: Teka, Borixon, Onar, Lerek i Nowator, Pezet, Trzeci Wymiar, D-Bomb, Kevin Aiston, Krzysztof Jaryczewski, Honeys, Pih, Skazani na Sukcezz, Marco Bocchino.

## Działalność
Pierwszy singiel zespołu – Destiny znalazł się na playlistach tanecznych rozgłośni radiowych takich jak Eska, Rmf Maxxx czy Radiostacja (dziś Planeta FM). Kolejnym singlem zespołu jest Superlover. Na przełomie 2008/2009 roku wydał kolejny singiel Talk To Me. Zespół wystąpił m.in. na: Sopot Hit Festiwal 2009, Hity Na Czasie: Białystok 2008, Warszawa 2009. 
W 2009 roku została wydana płyta First Step, zawierająca piętnaście utworów. Zespół GrooveBusterz został nominowany do nagrody Eska Music Awards 2009 w kategorii zespół roku.
W wakacje 2010 roku GrooveBusterz brał udział w zdjęciach do filmu „SkarLans” według pomysłu Krzysztofa „Gorzkiego” Gorzkiewicza oraz Pawła Bilskiego. Utwory grupy znalazły się na ścieżce dźwiękowej filmu.
Formacja bierze udział w projektach charytatywnych. Owocem tego utwór dla fundacji DKMS „Pomaganie jest TRENDY”, w którym zespół był odpowiedzialny za produkcję i muzykę, zaś pomysłodawcą i autorem tekstu był Krzysztof „Gorzki” Gorzkiewicz. W utworze zaśpiewali: Krzysztof Ibisz, Agnieszka Włodarczyk, Aleksandra Szwed, Magda Femme, Gorzki, Piotr Świerczewski, Alicja Węgorzewska, Paula Marciniak oraz brat tragicznie zamordowanego rapera 2Paca Shakura Mopreme Shakur.
Obecnie zespół pracuje nad kolejną płytą, która będzie nagrana w języku polskim we współpracy z autorem tekstów Markiem Dutkiewiczem i ma zawierać taneczne przeróbki utworów „Szklana Pogoda”, „Aleja Gwiazd”, „Podaruj Mi Trochę Słońca” czy „Słodkiego Miłego Życia”.

## Dyskografia
- Project Well / Destiny (oraz Beattraax, singel, 2006, Dee Jay Mix Club)[3]
- Destiny (singel, 2007, Magic Records)[4]
- First Step (album, 2009, Sony Music Entertainment Poland)[5]